# Domenico Trezzini
Domenico Trezzini (Astano, 1670 – San Pietroburgo, 19 febbraio 1734) è stato un architetto e urbanista svizzero.

## Biografia
Nato ad Astano, che attualmente si trova nel Canton Ticino, Domenico Trezzini si formò a Roma. Fu chiamato nel 1703 a San Pietroburgo dallo zar Pietro il Grande (1682-1725) e incaricato insieme all'architetto francese Jean-Baptiste Alexandre Le Blond di elaborare i piani generali della nuova capitale dell'Impero. In qualità di supervisore e progettista, pianificò e realizzò una serie di interventi, caratterizzati da uno stile barocco, il cosiddetto barocco petrino, sobrio e razionale di carattere occidentale. Molto stimato per l'opera prestata alla corte dello zar, disegnò e realizzò, tra l'altro, una serie di modelli abitativi per differenti classi sociali.

## Opere principali

### San Pietroburgo
- Fortezza di Pietro e Paolo
- 1710 - 1714 Palazzo d'Estate di Pietro il Grande
- 1712 - 1733 Cattedrale dei Santi Pietro e Paolo
- 1722 - 1742 Dodici collegi ora sede dell'Università statale di San Pietroburgo
- 1706 - 1714 Monastero di Aleksandr Nevskij